# Antrel Rolle
 Der er for få eller ingen kildehenvisninger i denne artikel, hvilket er et problem. Du kan hjælpe ved at angive troværdige kilder til de påstande, som fremføres i artiklen.

Antrel Rocelious Rolle (født 16. december 1982 i Homestead, Florida) er en amerikansk fodbold-spiller som spiller på positionen free safety. Han blev i 2005 draftet som cornerback i første runde af draften, og som det ottende overall pick af Arizona Cardinals, i dag spiller han for NFL-holdet New York Giants som free safety.
Hans største øjeblik i karrieren var da han kom i Super Bowl XLIII med Arizona Cardinals, en kamp som de tabte til Pittsburgh Steelers.

## College-karriere
Rolle spillede for Miami Hurricanes i hele sin college-karriere, hvor han vandt flere priser, deriblandt blev han valgt til flere All-American hold.

## NFL-karriere
Rolle blev valgt med det 8. valg i 1. runde af NFL-draften i 2005. Han spillede sine første fire år hos Arizona Cardinals.

## Trivia
- Rolles fætre er Cincinntai Bengals' wide receiver Chad Johnson og Carolina Panthers' Keyshawn Johnson.

## Klubber
- 2005-2009: Arizona Cardinals
- Siden 2010: New York Giants